# Меняла и его жена (картина ван Реймерсвале)
«Меняла и его жена» (нидерл. De geldwisselaar en zijn vrouw) — картина южнонидерландского художника Маринуса ван Реймерсвале, написанная в 1539 году. Картина находится в музее Прадо в Мадриде (на данный момент не экспонируется для публики). Авторские повторения картины есть в собрании Государственного Эрмитажа и Старой пинакотеки.
Картина является относительно близкой вариацией работы Квентина Массейса «Меняла и его жена» из собрания Лувра, созданной в 1514 году (дерево, масло; 70,5 × 37 см; инв. № INV. 1444).

## Описание
Фламандское общество XV и XVI веков изображено не только в религиозных или бытовых сценах и индивидуальных портретах, но и в групповых и корпоративных портретах представителей какого-либо ремесленного цеха. Эти жанровые картины могут носить как вдохновляющий, так и сатирический характер. Традиционно считается, что эта доска Реймерсваля, по аналогии с похожей работой Квентина Массейса (1514, Лувр, Париж), критикует ростовщичество. Подтверждением этому могут служить непонятный беспорядок в комнате, нарочито богатая одежда персонажей и жадное выражение лиц этой пары, взвешивающей монету. Однако впоследствии эту интерпретацию пересмотрели, и теперь считается, что это одна из первых работ, воздающих должное купцам и их деятельности. Во всяком случае, именно они заказывали картины этого типа. Реймерсвале тщательно выписывает каждую деталь, не упуская из внимания ни один из предметов, об этом свидетельствует даже его подпись на листе бумаги, изображенном на заднем плане. Его интерес к изучению законов перспективы отчетливо виден в проработке формы пенала на столе — его открытая крышка показана в смелом ракурсе.
Картина принадлежала Марии де лос Анхелес Медина-и-Гарви герцогине де Тарифа и поступила в Прадо в 1932 году согласно её завещанию.

## Версия из Эрмитажа
Авторское повторение имеется в собрании Государственного Эрмитажа (дерево (дуб), масло; 76 × 109 см; инвентарный № ГЭ-7085; датируется первой половиной XVI века). Эта картина фигурирует в первом рукописном каталоге Эрмитажа, начатом в 1797 году и там автором был указан Квентин Массейс, а в каталоге 1848 года указана как старинная копия с Массейса. И лишь начиная с 1925 года в качестве автора стал указываться Реймерсвале. Картина долгое время находилась в Павловском дворце. В конце 1920-х годов она предполагалась к продаже за границу и была отправлена в контору «Антиквариат», однако продажа не состоялась и 1 сентября 1933 года картина была передана в Государственный Эрмитаж.
Выставляется в зале 400 Зимнего дворца, вместе с нумизматическими коллекциями.

## Другие версии
Существует похожая версия этой картины (1538 год) Реймерсвале, которая происходит из коллекции монастыря Эскориал, ныне хранится в музее Прадо (инв. P02102). Ещё один вариант находится в собрании Старой пинакотеки в Мюнхене (происходит из картинной галереи курфюрста Максимилиана I и датируется 1538 годом; дерево (дуб), масло; 67 × 103 см; инвентарный № 7).
Картина пользовалась большой популярностью, всего у неё известно 11 авторских повторений.

## Галерея

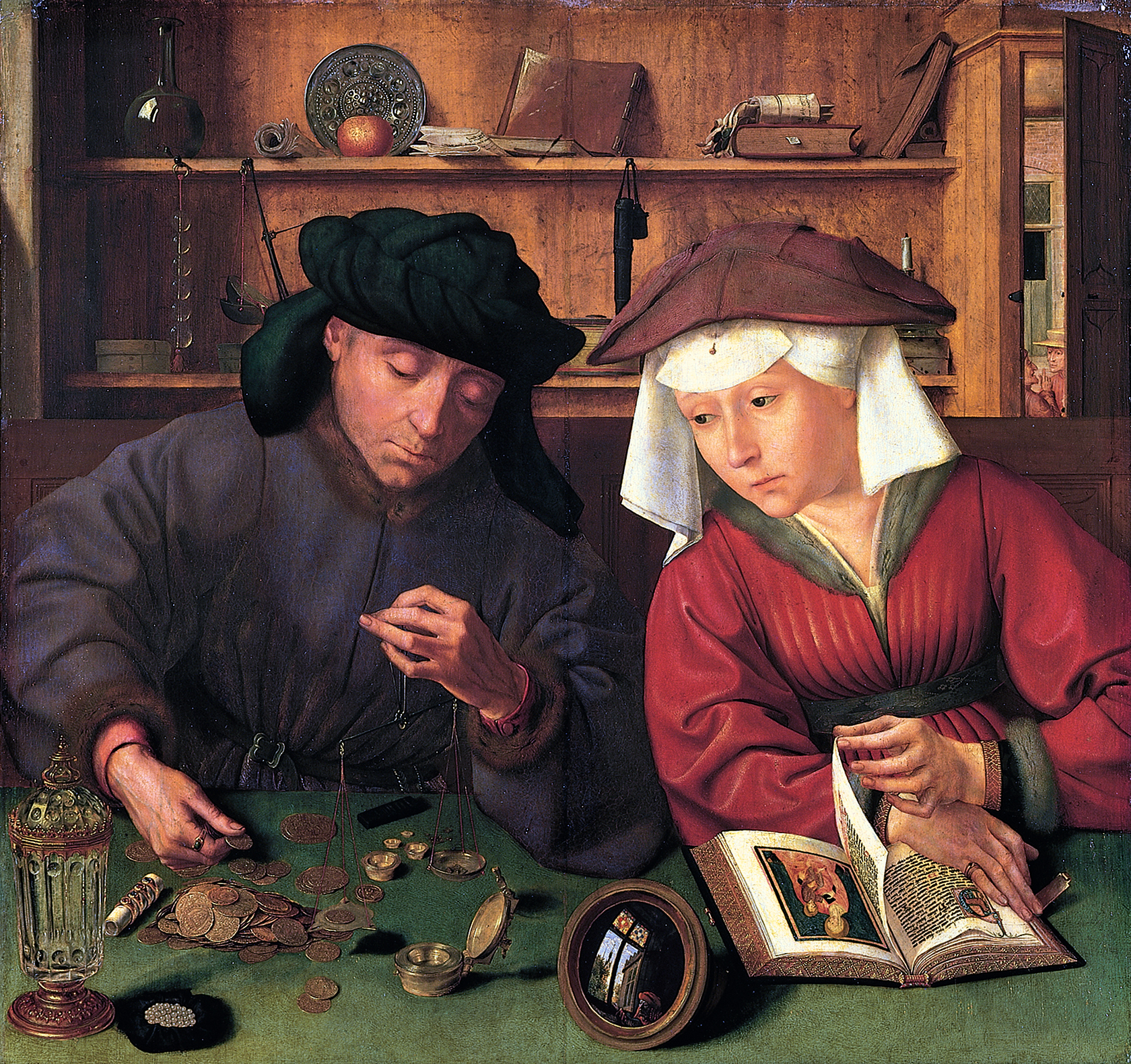
К. Массейс. «Меняла и его жена». Лувр
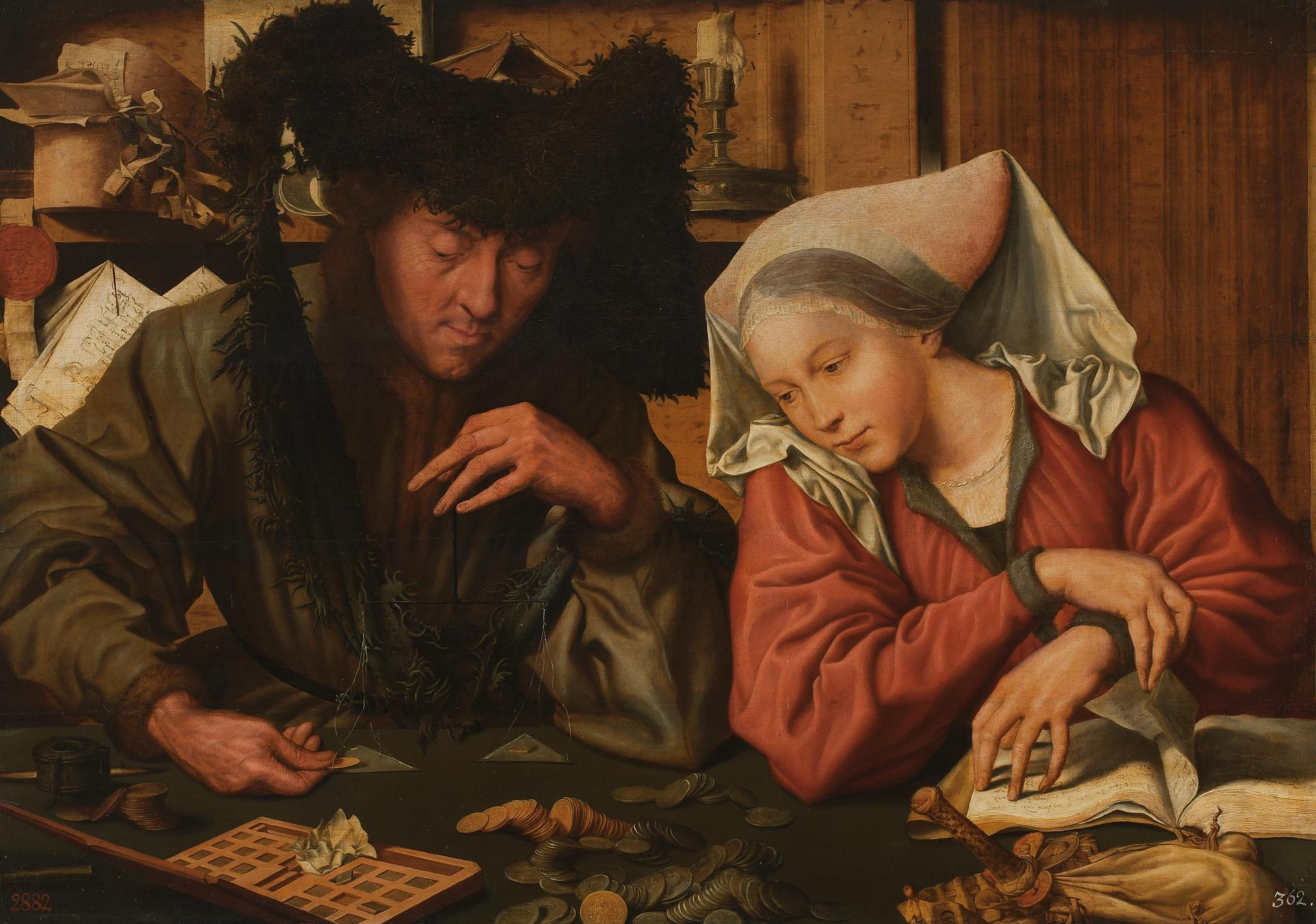
Версия Реймерсвале из Эрмитажа
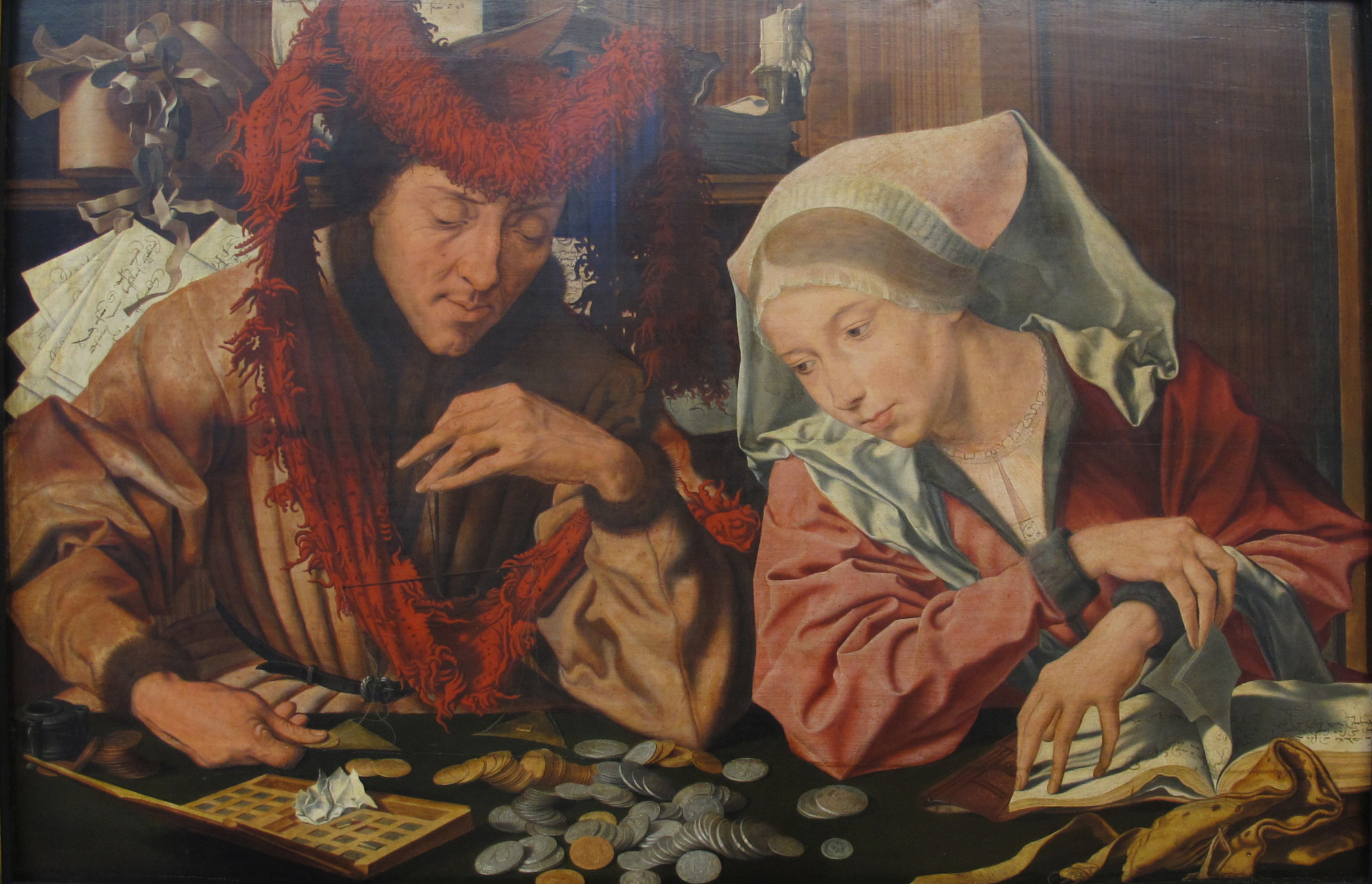
Версия Реймерсвале из Старой пинакотеки